# Spider-Man (serial animowany 1981)
Spider-Man – amerykański superbohaterski serial animowany z 1981 roku na podstawie serii komiksów o superbohaterze o tym samym pseudonimie wydawnictwa Marvel Comics. W oryginalnej wersji językowej głównym postaciom głosów użyczyli: Ted Schwartz, William Woodson, Linda Gary, Buster Jones i Mona Marshall.
Spider-Man zadebiutował 12 września 1981 roku w Stanach Zjednoczonych na antenie NBC. Serial został zakończony po pierwszej serii. 30 marca 1982 roku wyemitowano ostatni, dwudziesty szósty odcinek serialu.

## Obsada

### Główne role
- Ted Schwartz jako Peter Parker / Spider-Man oraz Bradley Shaw / Nephilia[1]
- William Woodson jako J. Jonah Jameson[1]
- Linda Gary jako May Parker[1]
- Buster Jones jako Robbie Robertson[1]
- Mona Marshall jako Betty Brant[1]

### Role gościnne
- Dennis Marks jako Norman Osborn / Green Goblin[1]
- Stanley Jones jako Otto Octavius / Doctor Octopus i Wilson Fisk / Kingpin[1]
- Corey Burton jako Lizard[1]
- Paul Winchell jako Silvio Silverman[1]
- Morgan Lofting jako Black Cat[1]
- George DiCenzo jako Steve Rogers / Captain America[1]
- Jerry Dexter jako Namor the Sub-Mariner[1]
- Michael Rye jako Magneto[1]
- Ralph James jako Victor Von Doom / Doctor Doom[1]

## Emisja
Spider-Man zadebiutował 12 września 1981 roku w Stanach Zjednoczonych na antenie NBC. Serial został zakończony po pierwszej serii. 30 marca 1982 roku wyemitowano ostatni, dwudziesty szósty odcinek serialu.
Serial został wydany pomiędzy 5 czerwca a 6 września 2010 roku na DVD w Wielkiej Brytanii przez Clear Vision pod tytułem „Spider-Man 5000”.
W 2012 roku sceny z serialu zostały przemontowane i wykorzystane do stworzenia Marvel Mash-Up oraz wyemitowane w ramach bloku programowego Marvel Universe na Disney XD. W latach 2011–2013 serial był dostępny w serwisie Netflix. Od 12 listopada 2019 roku Spider-Man jest jednym z seriali dostępnych na Disney+ w Stanach Zjednoczonych i w innych krajach, gdzie serwis jest dostępny.

## Lista odcinków
| Nr | Tytuł                                | Premiera (NBC)       |
| -- | ------------------------------------ | -------------------- |
| 1  | Bubble, Bubble, Oil and Trouble      | 12 września 1981     |
| 2  | Dr. Doom, Master of the World        | 19 września 1981     |
| 3  | Lizards, Lizards, Everywhere         | 26 września 1981     |
| 4  | Curiosity Killed the Spider-Man      | 3 października 1981  |
| 5  | The Sandman Is Coming                | 10 października 1981 |
| 6  | When Magneto Speaks... People Listen | 17 października 1981 |
| 7  | The Pied Piper of New York Town      | 24 października 1981 |
| 8  | The Doctor Prescribes Doom           | 31 października 1981 |
| 9  | Carnival of Crime                    | 7 listopada 1981     |
| 10 | Revenge of the Green Goblin          | 14 listopada 1981    |
| 11 | Triangle of Evil                     | 21 listopada 1981    |
| 12 | The A-B-C’s of D-O-O-M               | 28 listopada 1981    |
| 13 | The Sidewinder Strikes               | 5 grudnia 1981       |
| 14 | The Hunter and the Hunted            | 12 grudnia 1981      |
| 15 | The Incredible Shrinking Spider-Man  | 19 grudnia 1981      |
| 16 | The Unfathomable Professor Gizmo     | 26 grudnia 1981      |
| 17 | Cannon of Doom                       | 2 stycznia 1982      |
| 18 | The Capture of Captain America       | 9 stycznia 1982      |
| 19 | The Doom Report                      | 16 stycznia 1982     |
| 20 | The Web of Nephilia                  | 23 stycznia 1982     |
| 21 | Countdown to Doom                    | 30 stycznia 1982     |
| 22 | Arsenic and Aunt May                 | 6 lutego 1982        |
| 23 | The Vulture Has Landed               | 13 lutego 1982       |
| 24 | Wrath of the Sub-Mariner             | 20 lutego 1982       |
| 25 | The Return of the Kingpin            | 27 lutego 1982       |
| 26 | Under the Wizard’s Spell             | 6 marca 1982         |

## Produkcja
Na początku lat osiemdziesiątych DePatie-Freleng Enterprises zakończyło działalność, a Friz Freleng przeszedł do Warner Bros. Animation. Natomiast David DePatie stanął na czele Marvel Productions, którego pierwszą produkcją był serial animowany o Spider-Manie.
Po fabularnym serialu The Amazing Spider-Man, Stan Lee postanowił skupić się bardziej na materiale źródłowym, jakim były komiksy oraz na klasycznych antagonistach Spider-Mana. W serialu pojawiły się także inne postacie z komiksów wydawnictwa Marvel Comics, między innymi: Kapitan Ameryka, Namor czy Magneto. Scenariusz do serialu napisali: Creighton Barnes, Doug Booth, Francis X. Feighan, Donald F. Glut, Jack Hanrahan, Christy Marx, Larry Parr i Jeffrey Scott. Animacją zajęły się studia Dong Seo Animation i XAM! Productions.
W tym czasie NBC zamówiło inny serial o tej samej postaci Spider-Man and His Amazing Friends; serial Spider-Man zadebiutował w tym samym czasie na tym samym kanale, co Amazing Friends.
Muzykę do serialu skomponował Johnny Douglas.